# Електроцентрали в България
- ТЕЦ „Бобов дол“
- ВЕЦ „Ивайловград“
- АЕЦ „Козлодуй“

Тази страница е списък на електроцентралите в България, разделени по вид:
- Топлоелектрически централи (обща инсталирана мощност >7 200 MW):
  - Списък на топлоелектрическите централи в България
- Водноелектрически централи (обща инсталирана мощност >3 000 MW Водната енергия заема 59 процента по дял на инсталирана мощност от възобновяеми технологии през 2022 г., уточняват от Асоциация "Хидроенергия". Данните им показват, че за изминалата година 3199 мегавата е инсталираната мощност във водноелектрическите централи.):
  - Списък на водноелектрическите централи в България
- Атомни електроцентрали (обща инсталирана мощност >2 000 MW):
  - АЕЦ „Козлодуй“
  - АЕЦ „Белене“ (отменен проект)
- Слънчеви електроцентрали (обща инсталирана мощност >1 500 MW Соларната енергия се нарежда на второ място във ВЕИ технологиите с дял от 29 на сто инсталирана мощност или 1560 мегавата.):
  - Списък на слънчевите електроцентрали в България
- Вятърни електроцентрали (обща инсталирана мощност 700 MW[1]):
  - Списък на вятърните електроцентрали в България